# Teqball
Teqball är en bollsport som spelas på ett bågformat bord, sporten kombinerar inslag av fotboll, bordtennis och sepak takraw.
Teqball kan spelas som singel (en mot en) eller dubbel (två mot två). Deltagarna spelar en boll fram och tillbaka via bordet, det är tillåtet att använda alla kroppsdelar utom armarna och händerna. Matcher spelas som bäst av tre set, med tolv poäng för att vinna ett set.
Sporten administreras globalt av International Federation of Teqball (FITEQ), som grundades 2017. Sporten blev den snabbast erkända i världen när den i augusti 2018 erkändes av Asiens olympiska råd, i juni 2019 erkändes den av Afrikas olympiska råd och i januari 2020 fick teqball observatörsstatus av Global Association of International Sports Federations. I november samma år fick FITEQ fullvärdigt medlemskap i organisationen.

## Historia
Teqball uppfanns 2012 i Ungern av fotbollsspelaren Gábor Borsányi, affärsmannen György Gattyán och datavetaren Viktor Huszár. De grundade företaget Teqball Holding S.A.R.L. 2014, Borsányi och Huszár designade teqball-bordet som lanserades samma år och patenterades 2015. Sporten lanserades officiellt den 18 oktober 2016 i Budapest av Ronaldinho, som anställts som ambassadör för teqball.

## Regler

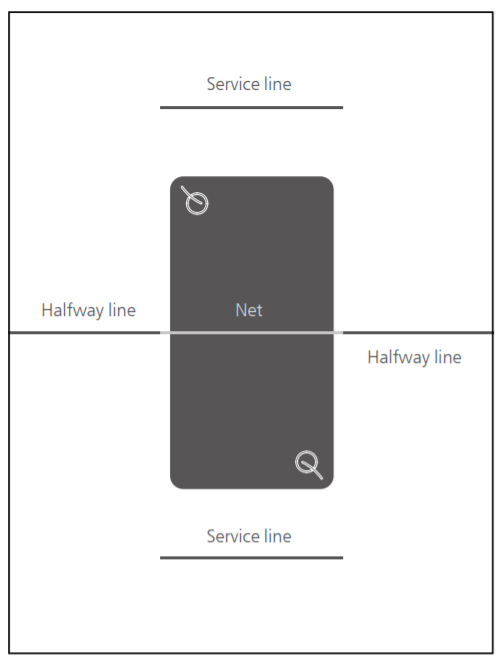
Teqball-bana från ovan.

Reglerna beskrivs i FITEQ:s regelbok.

### Summering
- Teqball kan spelas med fotbollar förutsatt att de är i storlek 5
- Teqball spelas med två spelare (singel) eller fyra spelare (dubbel)
- En teqball-match spelas som bäst av tre set, ett set spelas tills en spelare/ett lag uppnår 12 poäng
- Varje spelare/lag får två försök att genomföra en godkänd serve, serven går över vid var fjärde poäng
- Det är tillåtet att använda alla kroppsdelar utom armarna och händerna
- Det är förbjudet att vidröra bollen med samma kroppsdel två gånger i rad
- Det är förbjudet att returnera bollen med samma kroppsdel två gånger i rad
- Varje spelare/lag har tre beröringar på sig att returnera bollen, i dubbelspel måste bollen passas minst en gång inom laget
- Varken bord eller motståndare får vidröras

### Banan och bordet
I officiella tävlingar ska banan vara minst 12 meter bred, 16 meter lång och 7 meter hög. Banan skall vara rektangulär och ha ett staket som är mellan 0,5 och 1,5 meter högt. Bordet skall vara placerat i mitten med nätet parallellt gentemot kortsidorna. Bordet är 3 meter långt, 1,7 meter brett och dess högsta punkt 0,76 meter högt. Nätet är 14 centimeter högt.

### Bollen
Bollen skall vara sfärisk, mellan 67 och 69 centimeter i omkrets, tillverkad i läder eller annat lämpligt material och ha en latexblåsa med butylventil. Den får minst väga 370 gram och som mest 400, lufttrycket skall vara mellan 0,3 och 0,5 atmosfärer.